# Lubna Azabal
Loubna Azabal (Bruselas, 15 de agosto de 1973), más conocida como Lubna Azabal, es una actriz belga de origen marroquí y español. Es conocida por sus interpretaciones en películas como Paradise Now e Incendies y en series de televisión como The Honourable Woman.

## Filmografía
- 1999: Les Siestes grenadine de Mahmoud Ben Mahmoud.
- 2001: Loin de André Téchiné.
- 2002: Aram de Robert Kéchichian.
- 2002: Une minute de soleil en moins de Nabil Ayouch.
- 2002: Sens dessus dessous de Vincent Buffé.
- 2003: Un monde presque paisible de Michel Deville.
- 2004: 25 degrés en hiver de Stéphane Vuillet.
- 2004: Exils de Tony Gatlif.
- 2004: Les Temps qui changent de André Téchiné.
- 2004: Viva Laldjérie de Nadir Moknèche.
- 2005: Paradise Now de Hany Abu-Assad.
- 2006: Écho de Yann Gozlan.
- 2007: 24 Mesures de Jalil Lespert.
- 2008: Gamines de Éléonore Faucher.
- 2008: Une chaîne pour deux de Frédéric Ledoux.
- 2008: Body of Lies de Ridley Scott.
- 2008: Strangers de Erez Tadmor & Guy Nattiv.
- 2010:  Comme les cinq doigts de la main de Alexandre Arcady.
- 2010: Incendies de Denis Villeneuve.
- 2011: Les Hommes libres de Ismaël Ferroukhi.
- 2011: Coriolanus de Ralph Fiennes: Tamora.
- 2011: Here (2011).
- 2013: Rock the Casbah.
- 2013: Goodbye Morocco.
- 2013: The Marchers .
- 2014: The Honourable Woman (serie de televisión).
- 2015: Grain.
- 2018: María Magdalena.
- 2018:  Tel Aviv on Fire: Tala.
- 2019: L'Effondrement (miniserie de televisión, dos episodios).
- 2022: El caftán azul de Maryam Touzani.
- 2024: Rabia de Mareike Engelhardt : Madame